# Лизогуб Олександр Олександрович
Олекса́ндр Олекса́ндрович Лизогу́б — майор, Державна прикордонна служба України.

## Нагороди
За особисту мужність і героїзм, виявлені у захисті державного суверенітету та територіальної цілісності України, вірність військовій присязі під час російсько-української війни
- нагороджений орденом «За мужність» III ступеня (27.5.2015).